# Майкл Кюрес
Майкл Кюрес (англ. Michael Kures; нар. 25 липня 1964) — колишній американський тенісист.
Найвищу одиночну позицію світового рейтингу — 107 місце досяг 11 липня, 1988, парну — 211 місце — 17 вересня, 1984 року.
Найвищим досягненням на турнірах Великого шолома було 2 коло в одиночному та парному розрядах.

## Титули на челленджерах

### Парний розряд: (1)
| Ранг | Рік  | Турнір                   | Покриття | Партнер   | Суперники                    | Рахунок       |
| ---- | ---- | ------------------------ | -------- | --------- | ---------------------------- | ------------- |
| 1.   | 1984 | Віннетка (Іллінойс), США | Тверде   | Ден Голді | Рікардо Акунья Белус Прахокс | 3–6, 6–4, 7–5 |